# Oligosoma roimata
Espèce
Oligosoma roimata est une espèce de sauriens de la famille des Scincidae.

## Répartition
Cette espèce est endémique d'Aorangi Island dans les Poor Knights Islands en Nouvelle-Zélande.

## Publication originale
- Patterson, Hitchmough & Chapple, 2013 : Taxonomic revision of the ornate skink (Oligosoma ornatum; Reptilia: Scincidae) species complex from northern New Zealand. Zootaxa, no 3736 (1), p. 54–68.